# Борис Станчев
Борис Енчев Станчев е български офицер, подполковник.

## Биография
Роден е на 1 май 1896 година в Тутракан. През 1917 година завършва Военното училище в София и служи в 47-и и 5-и пехотни полкове. От 1928 г. е на служба в 7-и пехотен преславски полк, а от следващата година е взводен командир в 5-и пограничен участък. През 1930 г. капитан Станчев е назначен за ротен командир в същия полк, а от 1935 г. командва дружина от полка. По-късно същата година поема командването на специална група от 8-и пехотен полк, след което отново през 1935 командва дружина от полка, от 1938 командва рота и от 1939 отново командва дружина от полка.
През 1940 г. майор Борис Станчев е назначен за командир на дружина от, 44-ти пехотен полк, а от 1941 г. е на служба в 5-и дивизия.

## Втора световна война (1941 – 1945)
По време на Втората световна война (1941 – 1945) от 12 май 1942 година е командир на 65-и пехотен полк, част от двадесет и седма пехотна дивизия, а през 1946 г. е командир на 4-ти граничен сектор, след което същата година командва 7-и пехотен полк. Уволнен е през 1947 година.

## Военни звания
- Подпоручик (1 август 1917)
- Поручик (30 юни 1919)
- Капитан (1 април 1927)
- Майор (6 май 1935)
- Подполковник (6 май 1939)